# Cinclidotus aquaticus
Cinclidotus aquaticus ist eine in fließenden Gewässern wachsende Laubmoos-Art aus der Familie Pottiaceae. Deutsche Namen sind Sichelblättriges Gitterzahnmoos oder Bach-Gitterzahnmoos.

## Merkmale
Cinclidotus aquaticus bildet niederliegende oder büschelige, im Wasser flutende, dunkel- bis schwarzgrüne Rasen. Die Pflanzen werden bis 25 Zentimeter, selten 40 Zentimeter lang und haben kurze Seitenäste. Die starren Blätter sind meist einseitswendig sichelförmig gebogen, aus dem verbreiterten Blattgrund linealisch-lanzettlich ausgezogen und bis 5 Millimeter lang. Ihre kräftige Blattrippe ist an der Blattbasis sehr breit, nimmt hier etwa ein Drittel oder die Hälfte der Blattbreite ein, und reicht bis in die Blattspitze. Der Blattsaum ist mehrzellschichtig, jedoch weniger stark wulstig als bei den anderen Arten der Gattung. Die rundlich-quadratischen, glatten Blattzellen sind 9 bis 11 µm groß. Am Blattgrund sind auch rechteckige Zellen vorhanden.
Die Moosart ist diözisch. Sporogone werden selten gebildet, sie befinden sich auf kurzen Seitentrieben. Die Seta ist kurz, 2 bis 3 Millimeter lang, die Kapseln sind etwas über die Perichaetialblätter emporgehoben, das Peristom ist unvollständig.

## Ökologie
Cinclidotus aquaticus wächst an lichtreichen bis schwach schattigen Standorten in klaren und kühlen, kalkreichen Gewässern, meist auf Gestein im rasch fließenden Wasser oder auf nur kurzzeitig trockenfallenden Stellen.

## Verbreitung
Das Moos ist in unteren Lagen bis etwa 600 Metern verbreitet, selten steigt es höher wie in Bayern bis 1095 Meter oder in der Schweiz bis 1150 Meter. In Europa kommt es vor allem von Südeuropa bis ins nördliche Alpenvorland und dem Jura vor, selten in Thüringen, Westfalen und Belgien.
Weitere Vorkommen gibt es in Vorderasien und Nordafrika.